# Notomys mordax
Notomys mordax é uma espécie extinta de roedor da família Muridae que era apenas encontrada na Austrália.